# Dick Loggere
Hermanus Pieter ("Dick") Loggere (Amsterdam, 6. svibnja 1921.) je bivši nizozemski hokejaš na travi. 
Igrao je za Larensche Mixed Hockey Club, popularnog "Larena".
Osvojio je brončano odličje na hokejaškom turniru na Olimpijskim igrama 1948. u Londonu igrajući za Nizozemsku. Na turniru je odigrao svih sedam susreta na mjestu veznog igrača.
Osvojio je srebrno odličje na hokejaškom turniru na Olimpijskim igrama 1952. u Helsinkiju igrajući za nizozemsku reprezentaciju. Na turniru je odigrao sva tri susreta u veznom redu.
Između 1946. i 1957. je odigrao 85 međunarodnih utakmica, po čemu je bio rekorder kad je završio karijeru. 11. svibnja 1961. je osvojio je nizozemsko državno prvenstvo igrajući za Larena.
Utemeljio je tvrtku Loggere Metaalwerken.

## Vanjske poveznice
- (nizoz.) Nederlandse deelnemers aan de Olympische Spelen op NOC*NSF
- Nizozemski olimpijski odbor
- Profil na Sports-Reference.com  Arhivirana inačica izvorne stranice od 30. siječnja 2012. (Wayback Machine)